# 鼻週期
鼻週期（英文：Nasal cycle）指的是人和其他動物鼻腔周期性輪流局部充血的情形，人们不太會注意到。鼻甲粘膜下的海绵体充血，由下丘腦選擇性地激活自主神經系統造成。鼻週期不同于病理性的鼻塞。

## 描述
正常情况下，人们并不会注意到一个鼻孔总是比另外一个呼吸更费力；人们常在感冒时，即在鼻子比平时更堵的时候，才会注意到这种现象。两个鼻孔在自主神经系统自动控制下倾向于交替进行呼吸循环。躺下时，某一边鼻孔堵塞程度会增加。侧卧并将头转向一边时，这一点会格外明显。

## 作用
这种循环有助于丰富嗅觉。某些气味能更好地被鼻孔中快速气流捕捉到，而其它气味需要更多时间被慢速气流捕捉到。一个鼻孔张得很大，而另外一个鼻孔略微闭合，通过这种方式，鼻腔最大限度闻到所有的气味。
交替的充血使得每个鼻孔中的粘液和纤毛从空气的冲击中得到了应得的休息，并防止鼻孔内部变干，开裂和出血。而鼻毛能够保护人不受外来污染物伤害。

## 特殊情况
感冒、鼻炎等其他疾病会加重鼻子的堵塞感觉。肾上腺素浓度的上升可能改善鼻子堵塞的情况，在感到愤怒、炎热、受到惊吓时，鼻孔堵塞的情况将得到改善。